# Elmar Brandt
Elmar Brandt (* 20. September 1971 in Düsseldorf) ist ein deutscher Stimmenimitator, der vor allem durch regelmäßige Imitation von Politikern Bekanntheit erlangte.

## Leben
Brandt studierte  ab 1992 Medienwissenschaft und Germanistik.
Seine bekannteste Serie ist die Gerd-Show, in der aktuelle Ereignisse komödiantisch unter anderem mit der Stimme von Gerhard Schröder verarbeitet wurden. Die ab 1999 gemeinsam mit dem Autor und Produzenten Peter Burtz produzierte Gerd-Show wurde bis 2005 als kurzes Comedy-Tagesformat auf diversen Radiosendern ausgestrahlt (u. a. den öffentlich-rechtlichen Sendern NDR 2, 1 Live, hr3, Bayern 3, MDR Jump, SR1 und den Privatradiosendern Radio Regenbogen, Antenne Bayern, 104.6 RTL, Radio Ton, Hit 1, Inselradio Mallorca). Größter Erfolg der Show war der Steuersong, der als Coverversion des Sommerhits The Ketchup Song von Las Ketchup (2002) zum Jahreswechsel 2002/2003 Platz eins der Charts in Deutschland und Platz eins der Charts in Österreich erreichte und sich dort insgesamt 19 Wochen hielt. Es wurden über eine Million Tonträger verkauft und der Song wurde mit Doppelplatin ausgezeichnet. 
2003 nahm Elmar Brandt mit dem Lied Alles wird gut am deutschen Vorausscheid zum Eurovision Song Contest 2003, Countdown Grand Prix 2003, teil, wobei er in der 1. Runde siegte und in der 2. Runde mit dem dritten Platz scheiterte.
In der WDR-Kabarettsendung Mitternachtsspitzen imitiert Brandt als darübergelegte Stimme zu Videoausschnitten Größen aus Gesellschaft und Politik, darunter Joachim Löw, Peter Zwegat, Wolfgang Schäuble, Edmund Stoiber, Reiner Calmund, Johannes Rau, Dieter Bohlen, Marcel Reich-Ranicki, Arnold Schwarzenegger, Franz Müntefering, Peer Steinbrück, Guido Westerwelle, Franz Beckenbauer, Joschka Fischer und seit Sommer 2015 ebenso den Schauspieler Wolfgang Völz in der Sprechrolle des Käpt’n Blaubär.
Brandt veröffentlichte Mitte Juni 2005 in der Rolle als Gerhard Schröder im Duett mit Anne Onken als Angie (Angela Merkel) das Lied Im Wahlkampf vor mir liegt ein Zonenmädchen, eine Coverversion von Im Wagen vor mir,  die Platz 25 der deutschen Singlecharts erreichte.
Seit der Abwahl Gerhard Schröders im Herbst 2005 lief im deutschen Radio Angela … Schicksalsjahre einer Kanzlerin – eine Frau geht seinen Weg als neues Polit-Comedyformat mit Elmar Brandt und Anne Onken als Merkel-Parodistin. Seit 2007 produziert das Team als Nachfolgeserie die erfolgreiche Comedy Supermerkel.
Später parodierte Elmar Brandt den Politiker Klaus Wowereit täglich für den Berliner Radiosender 104.6 RTL. Mit einer von einer Wowereitpuppe geführten Stadtrundfahrt durch Berlin sorgte er im August 2007 erneut für Schlagzeilen.
2008 wirkte als Sprecher der Cartoon-Comedyserie Team Deutschland des NDR Fernsehens mit.
Später arbeite Brandt als Radioproduzent und an einem Projekt im Bereich ASMR.

## Hörspiele
- 2004: Oliver Bukowski: Serjosha & Schultz – Regie: Karlheinz Liefers (Hörspiel – Deutschlandradio Berlin)

## Auszeichnungen
- 1999: Axel-Springer-Preis
- 1999: Deutscher Comedypreis
- 2000: Echo-Nominierung in der Kategorie Beste Comedy
- 2002: Eins Live Krone in der Kategorie Beste Comedy
- 2003: Echo-Nominierung in der Kategorie Beste Single National
- 2003: Radio Regenbogen Award in der Kategorie Beste Comedy